# B.A.C.K.
B.A.C.K. è il quarto album in studio del gruppo thrash metal danese Artillery, pubblicato nel 1999.

## Tracce
1. Cybermind – 4:01
2. How Do You Feel – 4:01
3. Out of the Trash – 4:00
4. Final Show – 5:27
5. WWW – 3:54
6. Violent Breed – 3:48
7. Theatrical Exposure – 3:57
8. B.A.C.K. – 3:48
9. The Cure – 3:18
10. Paparazzi – 4:07
11. Fly – 4:25
12. Jester – 5:18